# Danisco
La Danisco A/S (OMX: DCO) è una società danese dell'industria alimentare che si occupa della produzione di cibo, di enzimi e di una grande varietà di eccipienti per utilizzo farmaceutico. La sua sede è a Copenaghen e il gruppo dà lavoro a quasi 10 000 dipendenti in 40 nazioni diverse. Ha riportato un fatturato di 20,36 miliardi di corone danesi nel 2006/2007.
Danisco è uno dei più grandi produttori al mondo di ingredienti per il cibo e altri prodotti di consumo ed è anche uno dei maggiori produttori di zucchero in Europa. Recentemente, però, Danisco ha annunciato la possibilità della vendita delle aziende di zucchero.

## Ricerca e sviluppo
Una buona parte dei dipendenti del gruppo è impegnata nella ricerca e nello sviluppo di nuovi prodotti per l'industria alimentare internazionale, con oltre 2000 brevetti registrati (anni 2010).